# Матяшеве
Матя́шеве (хутір Матяшев)— село Криворізької сільської громади Покровського району Донецької області, Україна.

## Історія
Хутір з'являється тільки на початку ХХ сторіччя. У 20-х роках ХХ сторіччя в селі був створений  колгосп імені Кірова, голова правління колгоспу Найданов.
На краю села є криниця, яка позначена ще на мапі 1861 року. Селяни брали з нею воду. Ледь не в кожному дворі був свій колодязь, та в них вода була занадто жорстка, а в криниці мякша і смачніша. Ось і їхали і йшли пішки з цеберками за кількасот метрів. У 2014 році, під час бойових дій з москалями, вода з цієї криниці рятувала мешканців міста Білицького - водогони поблизу Донецька були розбиті і воду возили до міста саме з цієї криниці.
Під час декомунізації вулицю імені Кірова перейменували на Криничну.

## Жертви сталінських репресій
- Пупченко Онисим Дмитрович, 1890 року народження, село Крутоярівка Межівського району Дніпропетровської області, українець, освіта початкова, безпартійний. Проживав у селі імені Кірова Добропільського району Сталінської (Донецької) області. Тесляр радгоспу імені Кірова. Заарештований 4 серпня 1938 року. Засуджений спецколегією Донецького облсуду на 10 років ВТТ з позбавленням прав на 5 років та конфіскацією майна. Реабілітований у 1991 році.

## Галерея

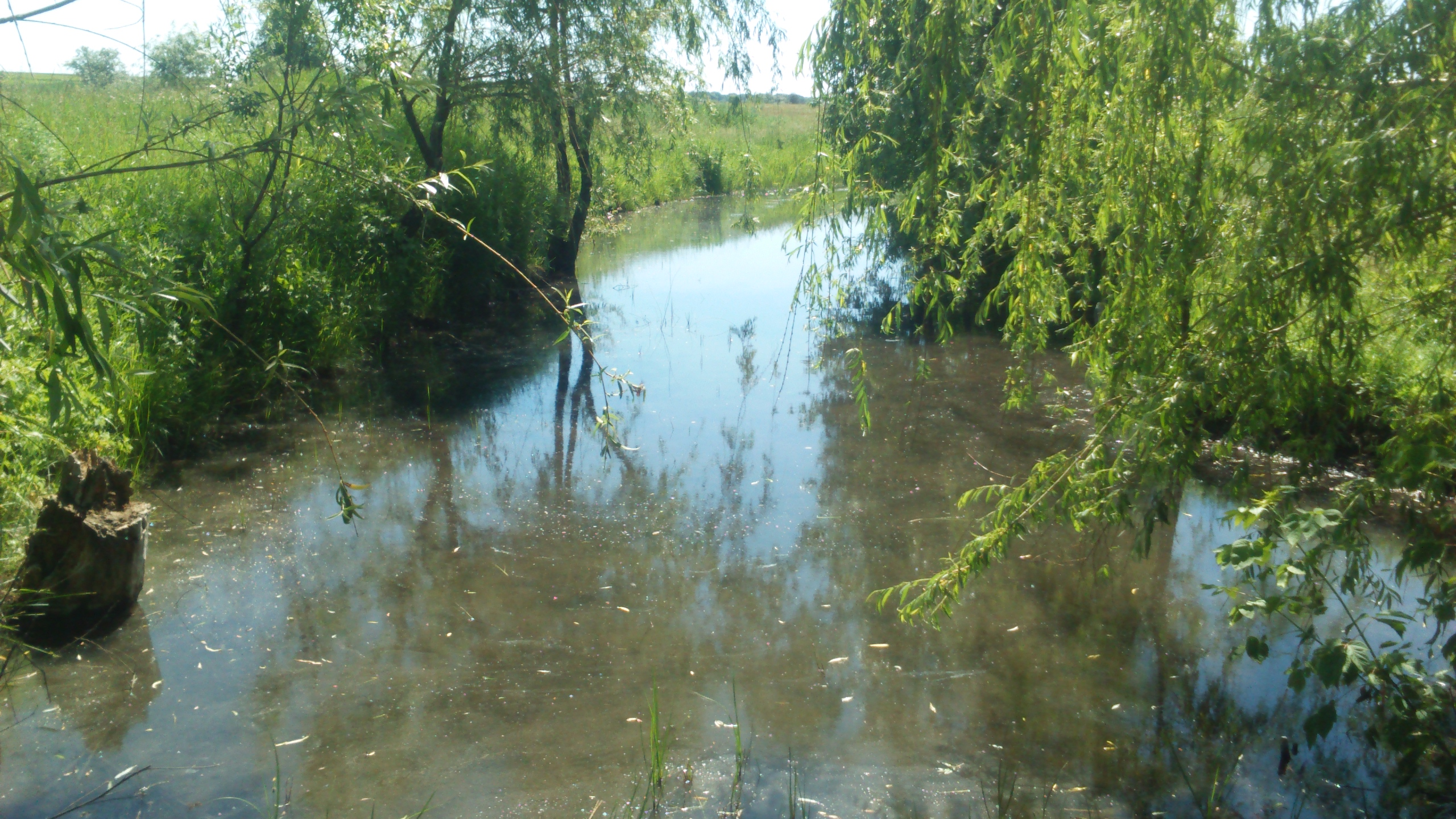
Струмочок Матя́шеве.
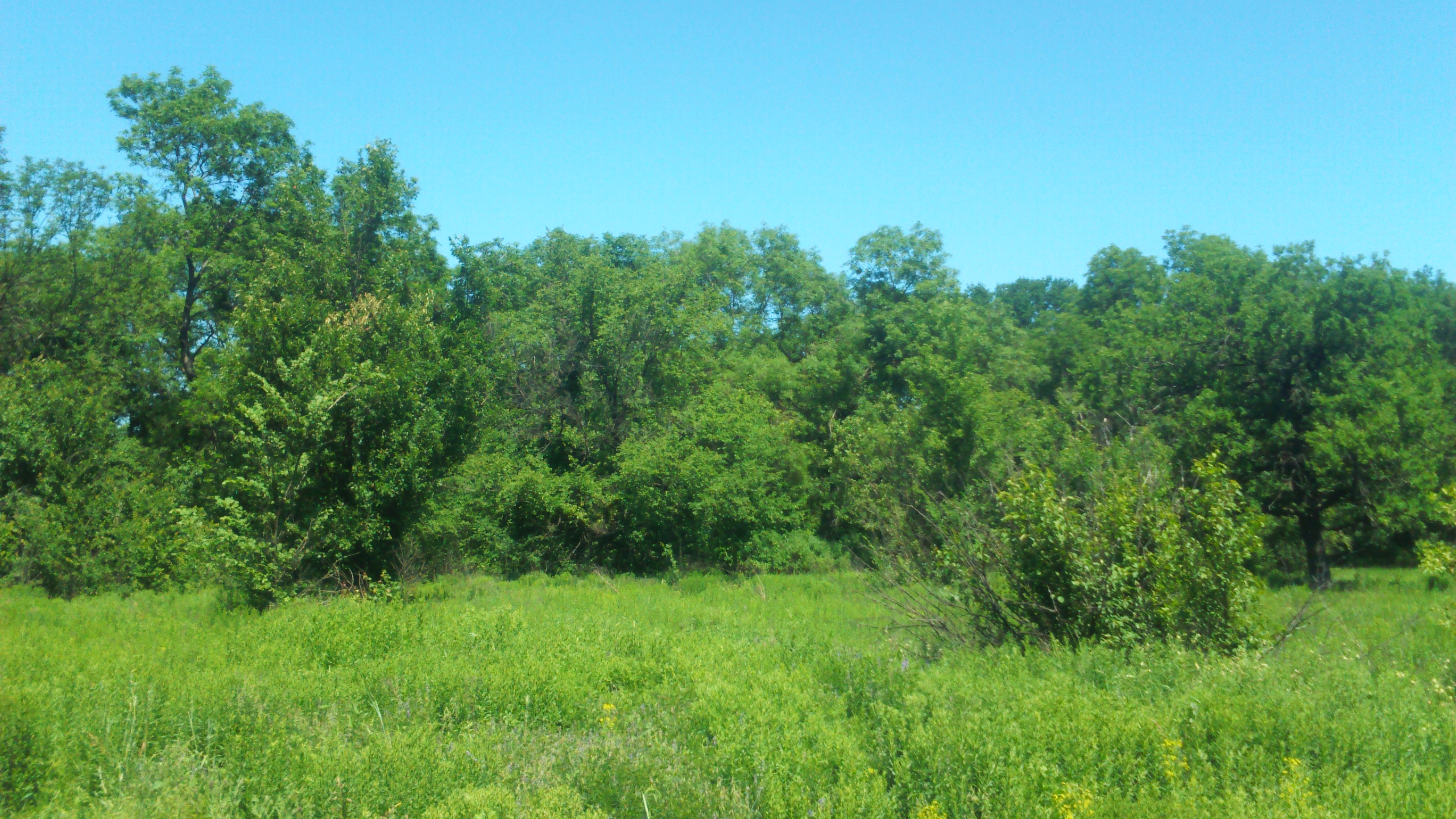
Дубки Матяши.
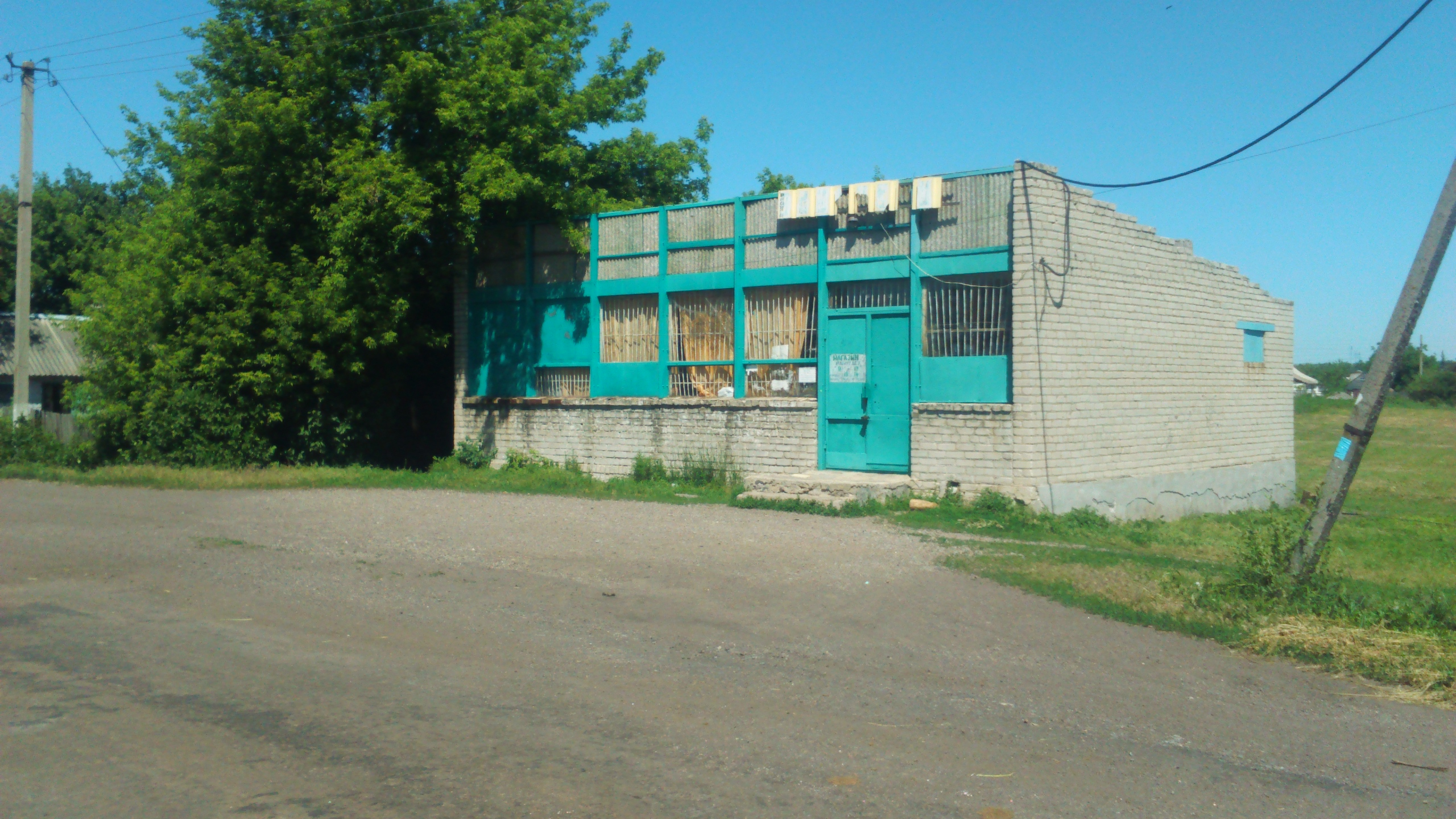
Магазин Матя́шеве.